# 主体思想塔
座標: 北緯39度1分3.25秒 東経125度45分48.50秒 / 北緯39.0175694度 東経125.7634722度
主体思想塔（チュチェササンタプ、しゅたいしそうとう、朝鮮語: 주체사상탑）は、朝鮮民主主義人民共和国の平壌市中区域にある、主体（チュチェ）思想を体現したという塔である。高さ170メートル。金日成主席の70歳の誕生日を記念して建てられ、1982年に完成した。

## 概説
塔の東西壁面部分は18段、南北壁面部分は17段で、その合計は金日成の70歳を示す「70」となる。また使用された花崗岩の数は25,550個であり、これは誕生から70歳までの日数を表す（金日成の生まれた日の1912年4月15日から1982年の完成までにあった閏年の閏日（=2月29日）の17日分は除く）。台座部分に彫られた誌は12編、サイズは縦4m、横15mで、金日成の誕生日「1912年4月15日」を示す。塔の正面上部にはチュチェ（주체）の金文字が飾られている。
花崗岩でできており、世界で最も高い石塔である。エレベーターで150メートルまで登れ、平壌市内が一望できる。最上部の20メートルには、炎をかたどった赤透明の烽火（のろし、ポンファ）のオブジェが載っており、夜には中からオレンジ色に光り且つ揺らめき、あたかも全体がろうそくの炎のようになる。のろしの下部は展望台になっている。塔の前には、作業服を着用しハンマーを持った男性労働者、背広を着用し筆を持った男性知識人、チマチョゴリを着用し鎌を持った女性農民の3人の像が建てられており、3人が持つハンマーと筆と鎌が交叉して、各人民の団結を表す朝鮮労働党の徽章を形作っている。
また主体思想塔の正面の川（大同江）の中ほどには噴水があり、主体思想塔と同じ高さ170メートルの噴水を吹き上げている。

## 塔から見える景色ガイド
- 北方面：綾羅島5月1日競技場（世界最大の多目的競技場、世界で12番目に大きいスポーツ施設）
- 北北西：凱旋門（パリのエトワール凱旋門を10メートルほど大きくした、世界で一番大きい凱旋門）
- 北西：万寿台・柳京ホテル（建設途中の高さ330メートル、105階建のホテル）
- 西方面：金日成広場・人民大学習堂（大同江を挟んだ対岸・同国を代表する広場と城郭のような形をした大型図書館）
- 南西：平壌高麗ホテル（45階建、高さ143mのツインタワーを持つ、北朝鮮最高級の宿泊施設）
- 南方面：羊角島国際ホテル（48階建で、羊角島の北端に建つ北朝鮮最高級のホテル）
- 北東：党創立記念塔（英語版）

## ギャラリー

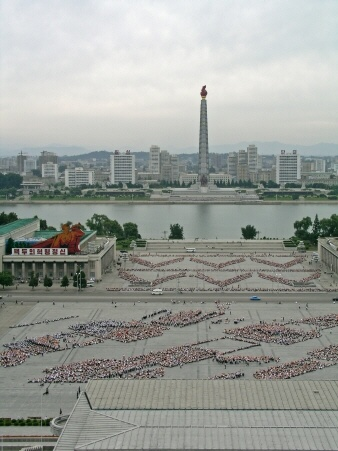
金日成広場から望む主体思想塔
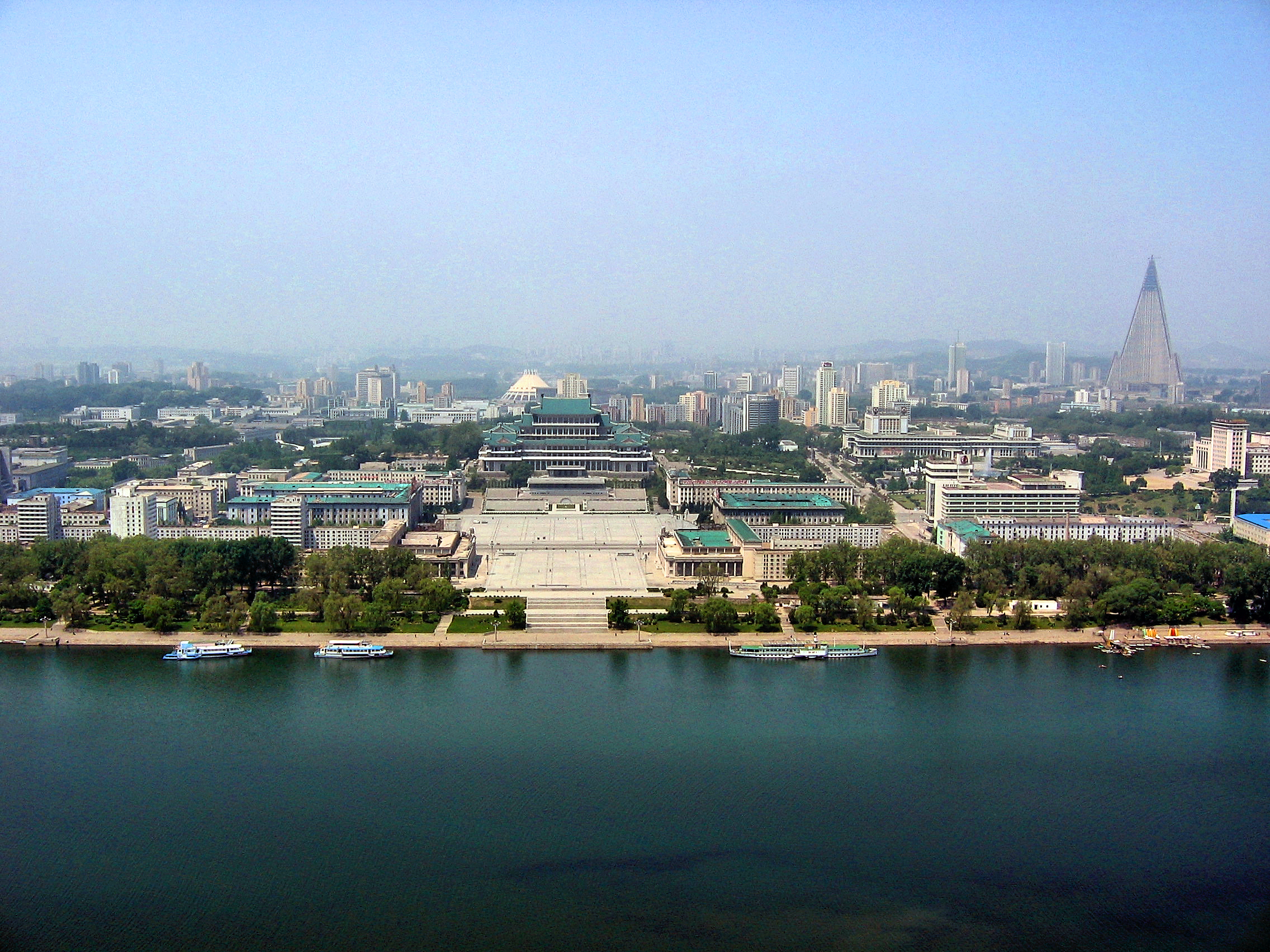
主体思想塔から望む金日成広場
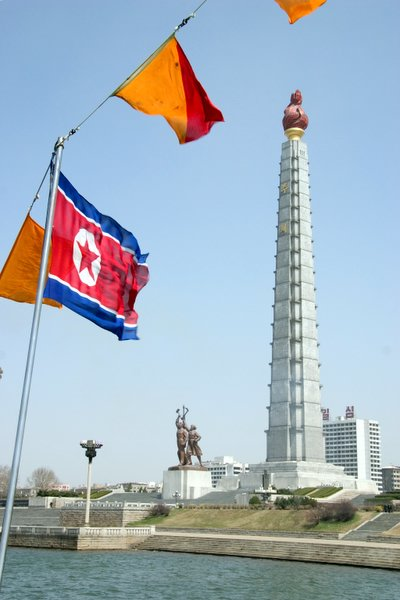
主体思想塔